# Miles Benjamin McSweeney
Miles Benjamin McSweeney, född 18 april 1855 i Charleston i South Carolina, död 29 september 1909 i Baltimore i Maryland, var en amerikansk demokratisk politiker. Han var South Carolinas viceguvernör 1897–1899 och därefter guvernör 1899–1903.
McSweeney studerade vid Washington and Lee University men var tvungen att avbryta studierna i och med att pengarna inte räckte till.
McSweeney var verksam som publicist i South Carolina. År 1897 tillträdde han som delstatens viceguvernör.
Guvernör William Haselden Ellerbe avled 1899 i ämbetet och efterträddes av Sweeney. Han efterträddes 1903 som guvernör av Duncan Clinch Heyward.
McSweeney avled 1909 i Baltimore och gravsattes i Hampton i South Carolina.